# Yulia Zagoruychenko
Yulia Zagoruychenko (in russo Юлия Загоруйченко?, Julija Zagorujčenko; Belgorod, 11 settembre 1981) è una ballerina russa naturalizzata statunitense di danze latino americane.

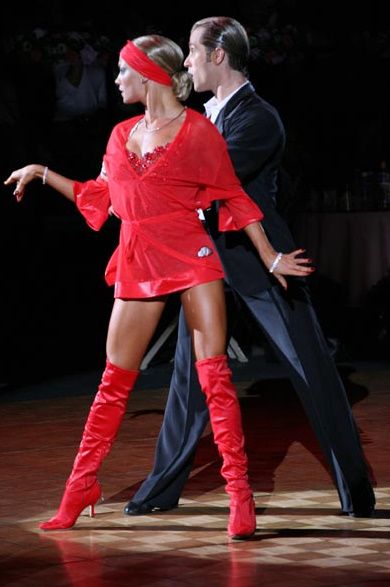
Riccardo Cocchi e Yulia Zagoruychenko

Yulia Zagoruychenko è 9 volte campionessa del mondo qualificata ad una delle tante gare delle danze latino Americane più importanti, come ad esempio ai Blackpool, svoltasi a Londra. Yulia non si è qualificata da sola, ma con il suo partner, sia di vita che di professione, Riccardo Cocchi miglior ballerino delle Danze Latino Americane, dopo Donnie Burns MBE, e della federazione World Dance Council. Ha iniziato a ballare a 6 anni, inizialmente con balli popolari e con le danze standard (Balli eleganti).
Termina la sua carriera a Miami nell’ottobre del 2019 e prosegue come insegnante
.